# Скальные жилища

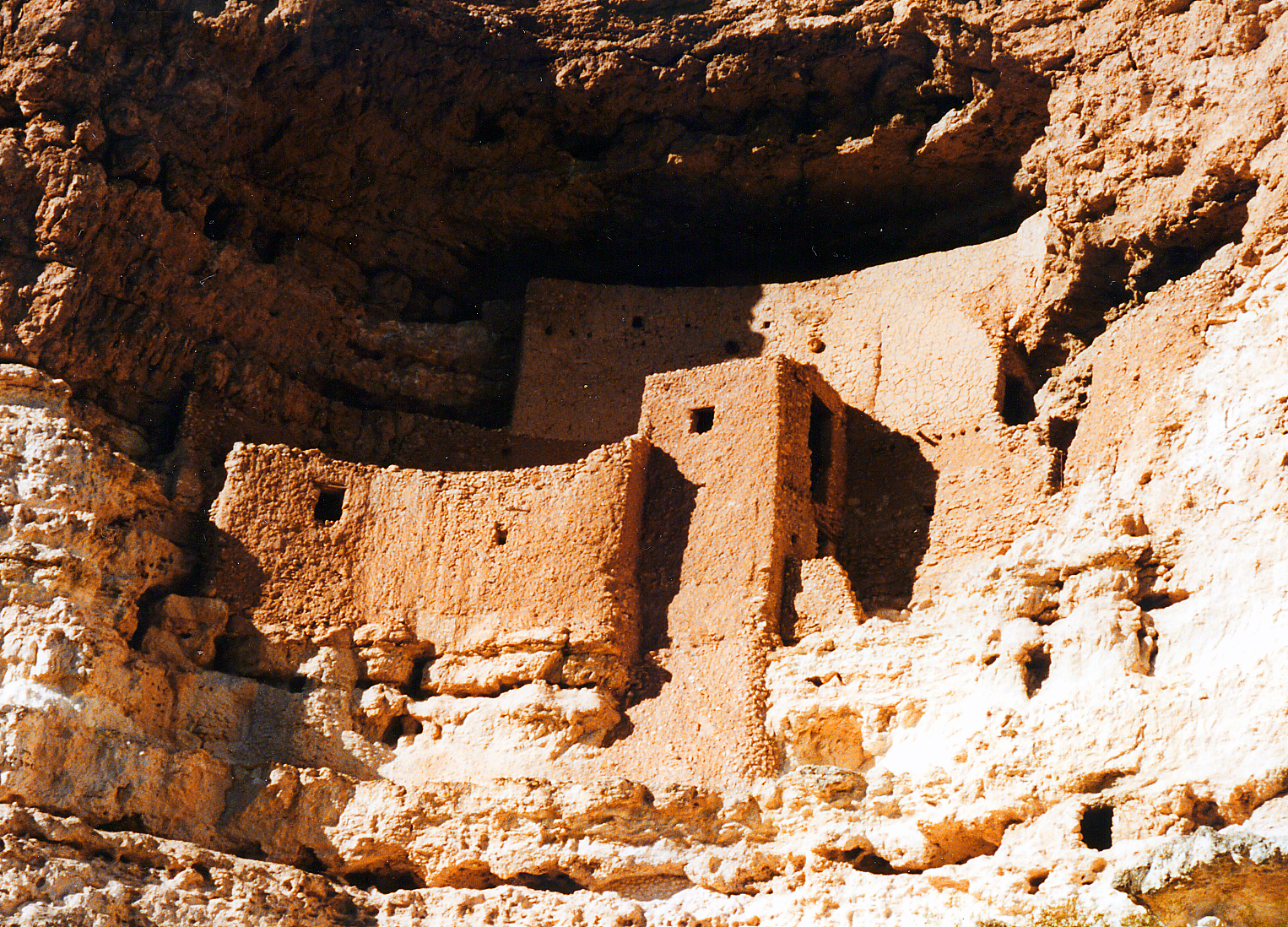
Так называемый «Замок Монтесумы» — скальное жилище культуры хохокам в штате Аризона.

Скальное жилище — типичное жилище доисторических людей в естественных нишах (пещерах) в скалистой породе, иногда дополнительно раскопанных или доработанных. По мере перехода людей к оседло-земледельческому образу жизни скальные жилища выходят из употребления, однако и в цивилизованных обществах могут возникать скальные жилища, играющие скорее декоративно-ритуальную функцию.
Археологи различают два вида скальных жилищ:
1. скальный дом, построенный на скальных платформах, и
2. пещерный дом, выдолбленный в скале, обычно в месте, где имелось естественное отверстие.

## Доколумбовы культуры Америки
Большое количество скальных жилищ соорудили представители древних пуэбло на территории штатов Аризона, Нью-Мексико, Юта, Колорадо в США, а также на территории мексиканских штатов Чиуауа (например, комплекс Уапока) и Сонора в период 11-14 вв. н. э.

## Африка
Нагорье Бандиагара — памятник природы, расположенный в области Мопти Мали. Представляет собой обрывистое песчаниковое плато с уникальной скальной архитектурой народа догонов, включающей жилища, зернохранилища, алтари, святилища и места для общественных собраний.